# Схід місяця
«Схід місяця» (яп. ムーンライズ, Mūnraizu) — японський оригінальний серіал мережевої анімації (ONA) режисера Масаші Коїдзуки та виробництва Wit Studio, заснований на романі Тоу Убукати. Прем'єра відбулася на Netflix 10 квітня 2025 року.

## Сюжет
У недалекому майбутньому людство створило слабко організований світовий уряд, яким керує міжнародна мережа штучного інтелекту під назвою Sapientia. Люди живуть мирним життям, вірно підкоряючись її раціональним рішенням. Однак проект Sapientia з освоєння Місяця, який відправляє злочинців і забруднювачів на Місяць, щоб підтримувати мир на Землі, створює нерівність і бідність на Місяці, що стає каталізатором війни. Джейкоб «Джек» Шедоу потрапляє в цей конфлікт після того, як втрачає свою сім'ю внаслідок терористичного вибуху, влаштованого повстанською армією Місяця. Заприсягнувшись помститися, Джек приєднується до земної армії в якості розвідника на Місяці, щоб виявити несподіваного лідера серед сил опору.

## Список серій
| № серії (загалом) | № серії (в сезоні) | Назва серії              | Режисер(и)         | Сценарист(и)                      | Оригінальна дата показу |
| ----------------- | ------------------ | ------------------------ | ------------------ | --------------------------------- | ----------------------- |
| 1                 | 1                  | «Ніч, коли все почалося» | Хіроюкі Танака     | Масаші Коїдзука                   | 10 квітня 2025          |
| 2                 | 2                  | «Доленосний день»        | Чіє Ямашіро        | Масаші Коїдзука                   | 10 квітня 2025          |
| 3                 | 3                  | «Несподіване обличчя»    | Ясуюкі Ебара       | Масаші Коїдзука                   | 10 квітня 2025          |
| 4                 | 4                  | «Найважливіше»           | Шінго Учіда        | Масаші Коїдзука                   | 10 квітня 2025          |
| 5                 | 5                  | «Одкровення»             | Пей Ні Хон         | Масаші Коїдзука                   | 10 квітня 2025          |
| 6                 | 6                  | «Возз’єднання»           | Тошімаса Судзукі   | Масаші Коїдзука                   | 10 квітня 2025          |
| 7                 | 7                  | «Місячні люди»           | Чіє Ямашіро        | Масаші Коїдзука                   | 10 квітня 2025          |
| 8                 | 8                  | «Мері»                   | Тадаші Накамура    | Масаші Коїдзука                   | 10 квітня 2025          |
| 9                 | 9                  | «Незмінні почуття»       | Рютаро Авабе       | Масаші Коїдзука                   | 10 квітня 2025          |
| 10                | 10                 | «Гонитва»                | Ясуюкі Ебара       | Масаші Коїдзука                   | 10 квітня 2025          |
| 11                | 11                 | «Невідоме»               | Юта Судзукі        | Масаші Коїдзука                   | 10 квітня 2025          |
| 12                | 12                 | «Тіні, що падають»       | Ясухіро Акамацу    | Масаші Коїдзука                   | 10 квітня 2025          |
| 13                | 13                 | «Прощання»               | Джюнічіро Хашігучі | Масаші Коїдзука                   | 10 квітня 2025          |
| 14                | 14                 | «Минуле й реальність»    | Тошімаса Судзукі   | Масаші Коїдзука і Томомі Кавагучі | 10 квітня 2025          |
| 15                | 15                 | «Очікування»             | Рютаро Авабе       | Масаші Коїдзука і Томомі Кавагучі | 10 квітня 2025          |
| 16                | 16                 | «Спогади»                | Шінья Кавабе       | Масаші Коїдзука і Томомі Кавагучі | 10 квітня 2025          |
| 17                | 17                 | «Панування»              | Шю Хонма           | Масаші Коїдзука і Томомі Кавагучі | 10 квітня 2025          |
| 18                | 18                 | «Виконуючи твою волю»    | Чіє Ямашіро        | Масаші Коїдзука і Томомі Кавагучі | 10 квітня 2025          |

## Виробництво та випуск
Спочатку серіал було оголошено 8 червня 2022 року, його режисером стане Масаші Коїдзука, продюсером — Wit Studio, а сценаристом — Тоу Убуката. 25 вересня 2022 року було оголошено, що Хірому Аракава відповідатиме за дизайн персонажів, а Рьо Кавасакі стане композитором. Прем'єра серіалу, яка спочатку була запланована запланована на 2024 рік, відбулася на Netflix 10 квітня 2025 року. Заключну пісню «Daijōbu» (Все гаразд) виконує Aina the End.